# Autonomia speciale della Sicilia
L'autonomia siciliana è quella particolare forma di governo della Regione Siciliana, disciplinata dalla legge costituzionale n. 2 del 16 febbraio 1948 (lo "statuto speciale"), a norma dell'articolo 116 della Costituzione italiana, che l'ha dotata di un'ampia autonomia legislativa, amministrativa e fiscale.

## Storia
L'autonomismo fu un modo per svuotare il separatismo, guidato dal Movimento per l'Indipendenza della Sicilia, che all'indomani dello sbarco alleato del luglio 1943 era uscito dalla clandestinità in cui era stato sotto il periodo fascista, chiedendo l'affrancamento della Sicilia dallo Stato Italiano, e che ebbe nel 1945 anche un'organizzazione paramilitare, l'Esercito Volontario per l'Indipendenza della Sicilia (EVIS) guidato da Antonio Canepa. L'evento scatenante della lotta separatista fu la strage del pane di via Maqueda a Palermo dell'ottobre del 1944. Svanì quasi subito invece l'idea che la Sicilia divenisse il 49º stato degli Stati Uniti d'America. Il MIS partecipò alle elezioni politiche del 1946 per l'Assemblea Costituente, dove ottenne 4 seggi, eleggendo, tra gli altri, Andrea Finocchiaro Aprile e Attilio Castrogiovanni. Successivamente il MIS ottenne 9 seggi all'Assemblea regionale siciliana nelle prime elezioni regionali del 1947.
Padri dell'Autonomia possono essere considerati i politici siciliani che lottarono per la concessione di una particolare forma di autogoverno, denominata "Autonomia speciale" come Salvatore Aldisio, Giuseppe Alessi, Giovanni Guarino Amella, Enrico La Loggia.

### Nascita dello statuto
Lo statuto speciale siciliano fu quindi originato da un accordo di origine "pattizia" fra lo Stato Italiano e la Sicilia, rappresentata dalla Consulta regionale siciliana, costituita nel 1945, in cui erano rappresentate le categorie, i partiti e i ceti produttivi dell'isola, organo che materialmente formulò lo Statuto, emanato con regio decreto da Re Umberto II il 15 maggio 1946 (quindi precedente alla Costituzione della Repubblica italiana), e diede vita alla Regione Siciliana prima ancora della nascita della Repubblica Italiana, prima fra le 5 regioni a statuto speciale.
Le prime elezioni per l'Assemblea regionale siciliana si svolsero il 30 aprile 1947, e il 25 maggio 1947 ci fu la prima seduta parlamentare.
L'Assemblea Costituente ha poi recepito per intero lo statuto autonomistico, approvando la legge costituzionale n. 2 del 26 febbraio 1948.
La storia politica di settant'anni di autonomia speciale in Sicilia, e dei suoi governi, ha vissuto momenti di vivacità, che hanno portato a definire la politica siciliana una sorta di "laboratorio politico", e altri più bui, e sono nati diversi partiti autonomistici, di cui due, il Movimento per le Autonomie e #DiventeràBellissima, hanno anche guidato la Regione.

## Princìpi dello statuto
Secondo i principi dello Statuto autonomistico, la Regione ha competenza esclusiva su alcune materie, in sostanza la Sicilia può legiferare con propri atti negli ambiti indicati sia in Costituzione che nello stesso Statuto. Ogni modifica allo Statuto, trattandosi di legge costituzionale, è sottoposta alla cosiddetta procedura aggravata, cioè a una doppia approvazione, a maggioranza qualificata, da parte delle Camere.

### Le competenze esclusive
Secondo lo Statuto speciale, la Regione ha competenza esclusiva su una serie di materie, tra cui beni culturali, agricoltura, pesca, enti locali, ambiente, turismo, polizia forestale. Il relativo personale quindi è nei ruoli della Regione e non dello Stato, il quale è più numeroso che nelle altre Regioni a statuto ordinario.
Per quanto riguarda la materia fiscale, la totalità delle imposte riscosse in Sicilia dovrebbe rimanere nell'isola. Ai sensi degli articoli 36 e seguenti del proprio Statuto (Legge Costituzionale n.2 del 26 febbraio 1948), la Regione siciliana è dotata di completa autonomia finanziaria e fiscale.
Ogni anno lo Stato Italiano sarebbe tenuto a fornire un ammontare da stabilirsi, con piano quinquennale, di denaro pubblico proveniente dalle altre Regioni per finanziare la Sicilia, così come stabilito dall'art. 38 dello Statuto della Regione Siciliana.
1. Lo Stato verserà annualmente alla Regione, a titolo di solidarietà nazionale, una somma da impiegarsi, in base ad un piano economico, nella esecuzione di lavori pubblici.
2. Questa somma tenderà a bilanciare il minore ammontare dei redditi di lavoro nella Regione in confronto della media nazionale.
3. Si procederà ad una revisione quinquennale della detta assegnazione con riferimento alle variazioni dei dati assunti per il precedente computo.

Altro aspetto importante è contenuto nell'Art 37 dello Statuto della Regione Siciliana:
1. Per le imprese industriali e commerciali, che hanno la sede centrale fuori del territorio della Regione, ma che in essa hanno stabilimenti ed impianti, nell'accertamento dei redditi viene determinata la quota del reddito da attribuire agli stabilimenti ed impianti medesimi.
2. L'imposta, relativa a detta quota, compete alla Regione ed è riscossa dagli organi di riscossione della medesima.

## Organi
Come previsto dallo statuto, il potere legislativo è esercitato dall'Assemblea regionale siciliana, quello esecutivo dal presidente della Regione Siciliana e dalla Giunta regionale, composta da 12 assessori regionali, che insieme formano, ai sensi dell'art. 2 dello Statuto speciale, il Governo della Regione e i cui componenti dal 2001 possono anche non essere deputati all'ARS (così si chiamano, unici in Italia secondo la Corte costituzionale, i componenti dell'organo legislativo regionale siciliano). Dal 25 maggio 1947 ad oggi si sono susseguite XV legislature, inizialmente della durata di quadriennale, mentre dal 1971 è quinquennale.
L'Assemblea regionale siciliana è stata eletta per la prima volta nel maggio 1947. Dal 2017 formata da settanta deputati eletti a suffragio universale diretto (precedentemente 90). Ha sede a Palermo, nel Palazzo dei Normanni. Il parlamento siciliano, nato nel 1130, è considerato il più antico d'Europa.
Dal 2001 il presidente della Regione non è più eletto dall'Ars, ma direttamente dai cittadini. Il presidente della 60ª giunta della Regione, insediatosi il 13 ottobre 2022, è Renato Schifani, candidato del centro-destra. La presidenza della Regione ha sede a Palermo, nel Palazzo d'Orleans.
Originariamente lo Statuto prevedeva anche un'Alta Corte con poteri giurisdizionali, che giudicava della costituzionalità delle leggi regionali e delle leggi e dei regolamenti dello Stato nei confronti delle norme dello Statuto e limitatamente alla loro applicazione sul territorio siciliano, ma nel 1957 la Corte Costituzionale la dichiarò decaduta e le competenze assorbite dalla stessa ai sensi della VII disposizione transitoria e finale della Costituzione.
Fino al 2014 il Commissariato dello Stato per la Regione Siciliana ha esercitato il controllo preventivo di legittimità costituzionale delle leggi dell'Assemblea regionale siciliana. Con la sentenza n. 255 del 3 novembre 2014 della Corte Costituzionale questa funzione è stata soppressa per effetto dell'estensione alla Regione siciliana del controllo successivo, previsto dall'art. 127 della Costituzione per le Regioni a statuto ordinario.
In Sicilia, inoltre vi è il CGA (Consiglio di giustizia amministrativa) che nell'isola ricopre le funzioni del Consiglio di Stato, oltre a delle sezioni autonome della Corte dei Conti, giurisdizionali e di appello.

### La commissione paritetica
Alcune prerogative statutarie non sono a oggi applicate, in quanto mancano le corrispondenti Norme di attuazione dello Statuto che devono essere emanate dalla Commissione paritetica Stato-Regione.
Organo previsto dallo Statuto (art. 43), è composta da quattro membri: 2 di nomina del Consiglio dei Ministri e 2 della Giunta regionale, ed emana i decreti di attuazione delle norme statutarie.